# ربکا هولدن
ربکا هولدن (انگلیسی: Rebecca Holden؛ زادهٔ ۱۲ ژوئن ۱۹۵۸) یک هنرپیشه، و تهیه‌کننده اهل ایالات متحده آمریکا است.
از فیلم‌ها یا برنامه‌های تلویزیونی که وی در آن نقش داشته‌است می‌توان به نایت رایدر اشاره کرد.